# Charles van der Does
Carel (Charles) van der Does (Amsterdam, 6 maart 1817 – Den Haag, 30 januari 1878) was een Nederlands pianist, componist en muziekpedagoog.
Hij werd geboren als zoon van pianomaker Corneille Charles Emanuel (Carel) van der Does (1769-1827) en Johanne Maria (Jeannette) Lamm, die pas later zouden trouwen. Hij huwde Johanna Maria Jeekel. Zoon Floris Cornelis Hendrik werd in 1880 door de koning tot concertmeester benoemd. 
Hij droeg de onderscheidingen Ridder in de Orde van de Nederlandse Leeuw, de Orde van de Gouden Leeuw van Nassau, de Leopoldsorde en was sinds 23 mei 1876 commandeur in de Orde van de Eikenkroon. Hij werd begraven op Oud Eik en Duinen waarbij Franz Botgorschek de afscheidsrede uitsprak.
Hij kreeg zijn muziekopleiding in Biebrich van Ferdinand Hummel. Hij werd na afronding daarvan directeur van het zangkoor Caecilia in Den Haag, het orkest Polyhymnia en gaf leiding aan de Maatschappij tot bevordering van de Toonkunst. In 1838 werd hij voorts docent aan het de Haagse Muziekschool, een functie die hij tot 1874 zou bekleden. In die hoedanigheid ontmoette hij in 1842 Franz Liszt tijdens een van diens concertreizen door Nederland. Tegelijkertijd was hij hofpianist en ook commissaris van Zijner Majesteits pensionaires van koning Willem III der Nederlanden. 
Zijn leerling Carel Wirtz volgde hem op als docent aan de muziekschool.
Hij schreef vooral komische opera’s/operettes met titels als 
- L’esclave du Camoëns (1846, omschreven als een klein operaatje)
- Lambert Simnel (première 11 januari 1851, libretto Eugène Scribe, Anne Honoré Joseph Duveyrier),
- La trompette de monsieur le prince (1852, libretto Anne Honoré Joseph Duveyrier)
- La vendetta (1852)
- Le vieux château (1852, libretto Eugène Scribe)
- Le roi de Bohème (1853, libretto Henri de Saint Georges)
- L’amant et le frère (1855, libretto Adolphe de Leuven)

Voorts componeerde hij een Ouverture in a mineur.
Cornelis Alijander Brandts Buys droeg zijn Deux morceaux caractéristiques pour piano aan hem op.
- Biografisch Portaal: 73408390
- Digitale Bibliotheek voor de Nederlandse Letteren: does025
- Gemeinsame Normdatei: 1051726492
- International Standard Name Identifier: 0000 0003 8923 2387
- Nederlandse Thesaurus van Auteursnamen: 070010145
- Virtual International Authority File: 282549816
- WorldCat: E39PBJjMFQGrYqqpVXGDBWPG73